# Riu Sévernaia Keltma
El riu Sévernaia Keltma (rus: Северная Кельтма) és un riu de la República de Komi, Rússia, un afluent esquerre del Riu Vítxegda. Té 155 km de llarg, amb una Conca hidrogràfica de 7.960 km². Comença a l'extrem sud de la República de Komi, prop de la frontera amb el krai de Perm. Desemboca al Vítxegda prop de l'assentament de Kerxomia. Al llarg del riu hi ha molts pantans.
El riu es congela a principis de novembre i roman sota el gel fins a principis de maig. Està connectat amb el Keltma Sud pel Canal de Catalina del Nord, que es va construir entre 1785 i 1822 però que només va funcionar durant 16 anys.
Principals afluents
- Esquerra: Okos, Voch, Vol;
- Dreta: Yol, Michaiol